# Masa del cacao

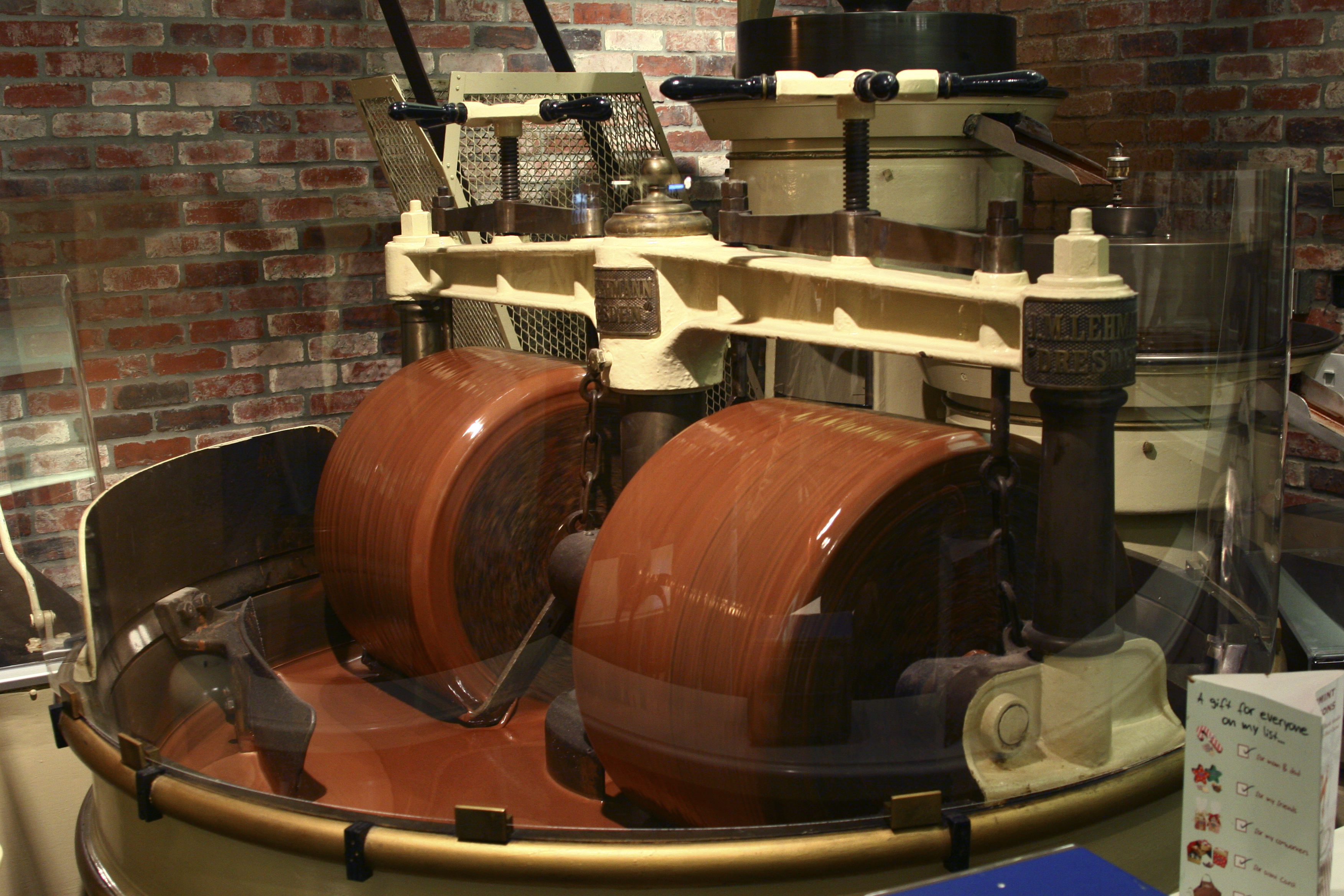
Un melangeur moliendo la masa del cacao.

La masa del cacao es el cacao finamente molido. Al igual que el chocolate, es sólido a temperatura ambiente, pero líquido por encima de los treinta y cinco grados. Los métodos de molienda son diversos: en la antigüedad se empleaban metates y en la actualidad diversas máquinas moledoras denominadas mélangeur.

## Características
Más de la mitad del peso de la masa de cacao es manteca de cacao (53 %), y el resto es cacao en polvo (47 %), compuesto por diversos elementos, como los taninos. Por regla general, la masa de cacao es uno de los primeros pasos en la elaboración de diversos subproductos, como el ganache. El proceso de separación de la masa del cacao y de la manteca del mismo suele realizarse con el proceso Broma.